# Thomas Holtzmann
Thomas Holtzmann (* 1. April 1927 in München; † 4. Januar 2013 ebenda) war ein deutscher Theater- und Filmschauspieler.

## Leben
Thomas Holtzmann studierte zunächst in München Theaterwissenschaft, hatte jedoch schon während des Studiums privaten Schauspielunterricht. Am Ateliertheater München spielte er in Jean Anouilhs Medea mit Jason seine erste große Rolle. Dies war die Grundlage für seine ersten Engagements in den Stadttheatern von Schleswig, Nürnberg, Saarbrücken und Köln.
Einen ersten Erfolg feierte Holtzmann 1959 am Berliner Schillertheater mit Edward Albees Zwei-Personenstück Die Zoogeschichte. 1961 gelang ihm der Durchbruch mit dem Prinzen von Homburg von Heinrich von Kleist unter der Regie des Intendanten Boleslaw Barlog.
Im selben Jahr kehrte er in seine Heimatstadt München zurück und arbeitete fortan viel mit Fritz Kortner zusammen. Danach wurde er Ensemblemitglied am Wiener Burgtheater und spielte dort unter anderem in einer Sellner-Inszenierung den Orest in Die Fliegen von Jean-Paul Sartre sowie Goethes Faust.
Während der Intendanz von Hans Lietzau war Holtzmann auch am Hamburger Schauspielhaus engagiert, wo er unter anderem 1969 in einer Kortner-Inszenierung den Clavigo spielte und 1970 in der deutschen Erstaufführung von Arthur Kopits Stück Indianer den Sitting Bull verkörperte. In der Saison 1976/77 kehrte er noch einmal an das Schauspielhaus Hamburg zurück und spielte dort in Inszenierungen von Wilfried Minks den Prospero in Shakespeares Sturm sowie den Fernando in Goethes Stella.
Von 1977 bis 2001 war Holtzmann Ensemblemitglied der Münchner Kammerspiele. Ein großer Erfolg dieser Zeit war unter anderem sein Malvolio in William Shakespeares Was ihr wollt unter der Regie von Dieter Dorn. Legendär ist die als Leseprobe inszenierte Aufführung von Samuel Becketts Warten auf Godot. Regie führte George Tabori, und Holtzmann spielte wie so oft an den Kammerspielen an der Seite von Peter Lühr.
2001 wechselte er mit dem Intendanten Dorn sowie zahlreichen anderen Schauspielern der Kammerspiele an das Bayerische Staatsschauspiel. Hier inszenierte Dorn mit ihm als Antonio den Kaufmann von Venedig und Barbara Frey Becketts Endspiel.
Im Kino war Holtzmann nur selten zu sehen, häufiger dagegen im Fernsehen. In der deutsch-französischen Koproduktion Wer sind Sie, Dr. Sorge? übernahm er 1961 eine Hauptrolle, ebenso in dem Fernsehspiel Die Wölfe von Regisseur Falk Harnack im Jahre 1963. In der Krimiserie Der Kommissar spielte er 1969 in der Folge Auf dem Stundenplan: Mord unter der Regie von Theodor Grädler den hauptverdächtigen Berufsschullehrer. In der Fernsehminiserie Fabrik der Offiziere, der Neuverfilmung eines Romans von Hans Hellmut Kirst, war er in der Rolle des Generalmajors Modersohn zu sehen. Er trat auch in mehreren Folgen der Krimiserien Derrick und Der Alte auf sowie in einer Episode von Der Bulle von Tölz. Seine letzte Fernsehrolle hatte er 2004 in der Verfilmung des Bühnendramas Onkel Wanja von Anton Tschechow.
2007 entstand zum 80. Geburtstag ein Fernsehporträt mit dem Titel Holtzmanns Erzählungen – Mit dem Münchner Schauspieler auf Welt- und Theaterreise. In seinen letzten Lebensjahren trat Holtzmann vor allem mit Lesungen, auch für Hörbücher, hervor. Seinen letzten öffentlichen Auftritt hatte er am 27. Februar 2010 im Münchner Cuvilliés-Theater, wo er zusammen mit seiner Frau aus den Tagebüchern von Sofja und Leo Tolstoi las.
Thomas Holtzmann war von 1956 bis zu seinem Tod mit der Schauspielerin Gustl Halenke verheiratet.

## Theater
- 1966/67 Cautio Criminalis von Wolfgang Lohmeyer, Pater Friedrich Spee von Langenfeld, Münchner Kammerspiele, Pr.: 25. Oktober 1966/ letzte Vorst.: 19. Januar 1967, Regie: August Everding, Bühne: Jörg Zimmermann
- 1977/78 Erdgeist/Die Büchse der Pandora von Frank Wedekind, Dr. Ludwig Schön, Münchner Kammerspiele, Pr.: 13. November 1977/ letzte Vorst.: 23. Juli 1978, Regie: Dieter Dorn, Bühne, Kostüme: Jürgen Rose
- 1977/78 Die Möwe von Anton Tschechow, Boris Aleksejewitsch Trigorin, Münchner Kammerspiele,  Pr.: 4. März 1978/ letzte Vorst.: 15. Juli 1979, Regie: Harald Clemen, Bühne: Johannes Schütz, Kostüme: Kazuko Watanabe
- 1978/79 Der Totentanz von August Strindberg, Kurt, Münchner Kammerspiele, Pr.: 12. Oktober 1978/ letzte Vorst.: 21. Juni 1979, Regie: Harald Clemen, Bühne: Franz Koppendorfer
- 1979/80 Was ihr wollt von William Shakespeare, Malvolio, Münchner Kammerspiele, Pr.: 20. Januar 1980/ letzte Vorst.: 4. Februar 1987, Regie: Dieter Dorn, Bühne, Kostüme: Jürgen Rose
- 1980/81 Aus der Fremde von Ernst Jandl, er, Münchner Kammerspiele, Pr.: 12. Oktober 1980/ letzte Vorst.: 29. Januar 1981, Regie: Michael Wachsmann, Bühne, Kostüme: Jürgen Rose
- 1980/81 Iphigenie auf Tauris von Johann Wolfgang von Goethe, Thoas, Münchner Kammerspiele, Pr.: 30. Januar 1981/ letzte Vorst.: 16. Mai 1983, Regie: Dieter Dorn, Bühne, Kostüme: Jürgen Rose
- 1980/81 Leonce und Lena von Georg Büchner, König Peter, Münchner Kammerspiele, Pr.: 25. April 1981/ letzte Vorst.: 24. Juli 1982, Regie: Dieter Dorn, Bühne, Kostüme: Jürgen Rose
- 1980/81 Gertrud von Hjalmar Söderberg, Gustav Kanning, Münchner Kammerspiele, Pr.: 21. Juni 1981/ letzte Vorst.: 11. Januar 1982, Regie: Günter Krämer, Bühne, Kostüme: Jürgen Rose
- 1981/82 Merlin oder Das wüste Land (2 Abende) von Tankred Dorst, König Artus, Münchner Kammerspiele, Pr.: 31. Januar 1982/ letzte Vorst.: 28. Juli 1982, Regie: Dieter Dorn, Bühne: Johannes Schütz, Kostüme: Dagmar Niefind, Yoshio Yabara
- 1982/83 Der Snob von Carl Sternheim, Graf Aloysius Palen, Münchner Kammerspiele, Pr.: 9. Januar 1983/ letzte Vorst.: 18. Oktober 1983, Regie: Hans-Reinhard Müller, Bühne, Kostüme: Jürgen Rose
- 1982/83 Judith von Friedrich Hebbel, Holofernes, Münchner Kammerspiele, Pr.: 28. April 1983/ letzte Vorst.: 27. Juli 1983, Regie: Frank-Patrick Steckel, Bühne: Johannes Schütz, Kostüme: Joachim Herzog
- 1983/84 Der neue Prozess von Peter Weiss, Der Direktor, Münchner Kammerspiele, Pr.: 13. Oktober 1983/ letzte Vorst.: 25. Juli 1984, Regie: Dieter Dorn, Bühne, Kostüme: Jürgen Rose
- 1983/84 Warten auf Godot von Samuel Beckett, Wladimir, Münchner Kammerspiele, Pr.: 4. Januar 1984/ letzte Vorst.: 7. Februar 1986, Regie: George Tabori, Bühne, Kostüme: Kazuko Watanabe
- 1984/85 Der Kammersänger/Das Orchester von Frank Wedekind/Jean Anouilh, Gerardo/Monsieur Léon, Münchner Kammerspiele, Pr.: 17. November 1984/ letzte Vorst.: 7. März 1987, Regie: Ralph Schaefer, Bühne, Kostüme: Klaus Hellenstein
- 1984/85 Torquato Tasso von Johann Wolfgang von Goethe, Antonio Montecatino, Münchner Kammerspiele, Pr.: 21. Dezember 1984/ letzte Vorst.: 1. Januar 1987, Regie: Dieter Dorn, Bühne, Kostüme: Jürgen Rose
- 1984/85 Don Karlos von Friedrich Schiller, Der Großinquisitor, Münchner Kammerspiele, Pr.: 31. Januar 1985/ letzte Vorst.: 16. Januar 1988, Regie: Alexander Lang, Bühne, Kostüme: Volker Pfüller
- 1985/86 Troilus und Cressida von William Shakespeare, Agamemnon, Münchner Kammerspiele, Pr.: 16. März 1986/ letzte Vorst.: 29. April 1989, Regie: Dieter Dorn, Bühne, Kostüme: Jürgen Rose
- 1985/86 Die Heimkehr von Harold Pinter, Max, Münchner Kammerspiele, Pr.: 8. Juni 1986/ letzte Vorst.: 11. Juni 1987, Regie: Thomas Schulte-Michels, Bühne, Kostüme: Jürgen Rose
- 1986/87 Phädra von Jean Racine, Theseus, Münchner Kammerspiele, Pr.: 28. März 1987/ letzte Vorst.: 20. März 1989, Regie: Alexander Lang, Bühne, Kostüme: Volker Pfüller
- 1987/88 In der Einsamkeit der Baumwollfelder von Bernard-Marie Koltès, Der Kunde, Münchner Kammerspiele, Deutsche Erstaufführung, Pr.: 20. Dezember 1987/ letzte Vorst.: 16. Januar 1989, Regie: Alexander Lang, Bühne, Kostüme: Volker Pfüller
- 1987/88 Frauen vor Flusslandschaften von Heinrich Böll, Herman Wubler, Münchner Kammerspiele, Pr.: 24. Januar 1988/ letzte Vorst.: 31. Oktober 1989, Regie: Volker Schlöndorff, Bühne, Kostüme: Jennifer Bartlett
- 1988/89 Und Pippa tanzt! von Gerhart Hauptmann, Der alte Huhn, Münchner Kammerspiele, Pr.: 23. November 1988/ letzte Vorst.: 15. April 1990, Regie: Thomas Langhoff, Bühne, Kostüme: Jürgen Rose
- 1988/89 Sieben Türen von Botho Strauß, Parkwächter, Selbstmörder, Münchner Kammerspiele, Pr.: 16. Dezember 1988/ letzte Vorst.: 22. März 1990, Regie: Dieter Dorn, Bühne, Kostüme: Jürgen Rose
- 1989/90 Karlos von Tankred Dorst, König Felipe, Gott, Münchner Kammerspiele, Uraufführung, Pr.: 6. Mai 1990/ letzte Vorst.: 6. Januar 1991, Regie: Dieter Dorn, Bühne, Kostüme: Jürgen Rose
- 1990/91 Love Letters von A. R. Gurney, Andrew Macpeace, Münchner Kammerspiele, Pr.: 5. Dezember 1990, Einrichtung: Helmut Griem
- 1991/92 König Lear von William Shakespeare, Gloucester, Münchner Kammerspiele, Pr.: 20. Februar 1992, Regie: Dieter Dorn, Bühne, Kostüme: Jürgen Rose
- 1992/93 Die Perser nach Aischylos von Mattias Braun, Statthalter, Münchner Kammerspiele, Pr.: 12. Juni 1993/ letzte Vorst.: 23. Mai 1998, Regie: Dieter Dorn, Bühne, Kostüme: Jürgen Rose
- 1993/94 Der Sturm von William Shakespeare, Prospero, Münchner Kammerspiele, Pr.: 2. Mai 1994/ letzte Vorst.: 20. Dezember 1996, Regie: Dieter Dorn, Bühne, Kostüme: Jürgen Rose
- 1994/95 Des Sängers Fluch Balladen aus Deutschland, Münchner Kammerspiele, Pr.: 19. Februar 1995/ letzte Vorst.: 19. Juni 1998, Leitung: Dieter Dorn, Bühne, Kostüme: Sascha Gross
- 1994/95 Nationalgalerie 13. Abend Lessing contra Goethe, Münchner Kammerspiele, Werkraum, 24. März 1995, es lesen Rolf Boysen und Thomas Holtzmann
- 1994/95 Nationalgalerie 17. Abend »Tagebuch eines Verzweifelten«, von Friedrich Reck, Münchner Kammerspiele, Werkraum, 21. Juni 1995, es lesen Thomas Holtzmann und Rudolf Wessely
- 1995/96 Letzter Gast von Herbert Achternbusch, Paul, Münchner Kammerspiele, Pr.: 28. Januar 1996/ letzte Vorst.: 19. Mai 1996, Regie: Alexander Lang, Bühne, Kostüme: Caroline Neven Du Mont
- 1995/96 Die Odyssee 1. Abend bis 6. Abend (Homer), Münchner Kammerspiele Homer, 13.–18. Juli 1996, es liest Thomas Holtzmann
- 1996/97 Alice im Wunderland von Lewis Carroll, Weißer Ritter, Münchner Kammerspiele, Pr.: 14. Dezember 1996, Regie: Peter Zadek, Bühne, Kostüme: Karl Kneidl, Johannes Grützke
- 1996/97 Die Odyssee (6 Abende), Münchner Kammerspiele, 21.–27. Dezember 1996, es liest Thomas Holtzmann
- 1996/97 Texte im Werkraum: Ist es eine Komödie? Ist es eine Tragödie? 2. Abend, Münchner Kammerspiele, 15. Januar 1997, Helmut Griem und Thomas Holtzmann lesen Prosa von Thomas Bernhard
- 1997/98 Der Schein trügt von Thomas Bernhard, Robert, ein alter Schauspieler, Münchner Kammerspiele, Pr.: 10. Januar 1998, Regie: Dieter Dorn
- 1998/99 Heitere Geschichten von Anton Tschechow, Münchner Kammerspiele, Pr.: 9. Januar 1999, es liest Thomas Holtzmann
- 1998/99 Thomas Bernhard zum 10. Todestag. Ist es eine Komödie? Ist es eine Tragödie?, Münchner Kammerspiele, Pr.: 12. Februar/ 16. Februar 1999, Doris Schade, Rolf Boysen und Thomas Holtzmann lesen Prosa von Thomas Bernhard
- 1998/99 Erich Kästner für Erwachsene – Leben in dieser Zeit – Ein Hör-Spiel, Münchner Kammerspiele, Pr: 23. Februar 1999, Einrichtung: Anton Rey, Musik: Christopher Blenkinsop, Carsten Dane, Carsten Wegener
- 1999 King Kongs Töchter von Theresia Walser, Herr Pott, Münchner Kammerspiele, Pr.: 12. Juni 1999, Regie: Antoine Uitdehaag, Bühne: Tom Schenk, Kostüme: Ann Poppel, Musik: Het Palais van Boem
- 1999/2000 Erich Kästner für Erwachsene – Ein Herren-Abend, Münchner Kammerspiele, 12. Oktober 1999, Einrichtung: Anton Rey
- 1999/2000 Erich Kästner für Erwachsene – Ein Herren-Abend mit Dame und Musik, Münchner Kammerspiele, 24. Oktober 1999, Einrichtung: Anton Rey
- 2000/2001 Abendstunde im Spätherbst – zum 80. Geburtstag von Friedrich Dürrenmatt, Münchner Kammerspiele, 5. Januar 2001, es lesen Rolf Boysen und Thomas Holtzmann

## Filmografie

### Fernsehverfilmungen von Theateraufführungen
- 1963 Die Zoogeschichte, Schillertheater Berlin, Regie: Walter Henn[8]
- 1970 Clavigo, Titelrolle, Deutsches Schauspielhaus Hamburg, Regie: Fritz Kortner, Fernsehregie: Marcel Ophüls[9]
- 1980: Die Entführung aus dem Serail, Bassa Selim, Bayerische Staatsoper München, Dirigent: Karl Böhm, Regie: August Everding, Fernsehregie: Karlheinz Hundorf,[10] DVD DGG
- 1982: Was ihr wollt, Malvolio, Münchner Kammerspiele, Regie: Dieter Dorn, ZDF 1985[11]
- 1984: Warten auf Godot, Wladimir, Münchner Kammerspiele, Regie: George Tabori[12]
- 1985: Torquato Tasso, Antonio Montecatino, Staatssekretär, Münchner Kammerspiele, Regie: Dieter Dorn[13]
- 1986: Marivaux: Triumph der Liebe, Berliner Schaubühne, Regie: Luc Bondy[14]
- 1987: Troilus und Cressida, Münchner Kammerspiele, Regie: Dieter Dorn[15]
- 1992: König Lear, Gloucester, Münchner Kammerspiele, Regie: Dieter Dorn[16]
- 2004: Der Kaufmann von Venedig, Antonio, Residenztheater München, Regie: Dieter Dorn, Fernsehregie: Hans-Klaus Petsch[17]

### Spiel- und Fernsehfilme
- 1955: Geliebte Feindin
- 1959: Unser Wunderland bei Nacht
- 1961: Die Perser (Fernsehfilm)
- 1961: Prinz Friedrich von Homburg (Fernsehfilm)
- 1961: Wer sind Sie, Dr. Sorge? (Qui êtes-vous, Monsieur Sorge?)
- 1962: Der Prozeß (Le procès)
- 1962: Gabriel Schillings Flucht (Fernsehfilm)
- 1963: Das Leben ein Traum (Fernsehfilm)
- 1963: Die Wölfe (Fernsehfilm)
- 1963: König Ödipus (Fernsehfilm)
- 1964: Professor Bernhardi (Fernsehfilm)
- 1966: Der Großtyrann und das Gericht (Fernsehfilm)
- 1966: Die Fliegen (Fernsehfilm)
- 1966: Finale in Berlin (Funeral in Berlin)
- 1969: Der Kommissar – Auf dem Stundenplan: Mord (Fernsehserie)
- 1969: Michael Kohlhaas – der Rebell
- 1970: Gneisenau – Die politische Auflehnung eines Soldaten (Fernsehfilm)
- 1975: Comenius (Fernsehfilm)
- 1977: Dantons Tod (Fernsehfilm)
- 1977: Derrick – Via Bangkok (Fernsehserie)
- 1978: Feuerwasser (Fernsehfilm)
- 1978: Derrick – Steins Tochter
- 1978: Wunnigel (Fernsehfilm)
- 1980: Der Alte – Morddrohung (Fernsehserie)
- 1981: Derrick – Kein Garten Eden
- 1983: Der Alte – Auf Leben und Tod
- 1985: Der Alte – Eine Tote auf Safari
- 1987: Wallenstein (Hessischer Rundfunk)[18]
- 1989: Fabrik der Offiziere (Fernsehminiserie)
- 1990: Café Europa
- 1991: Derrick – Offener Fall
- 1991: Erfolg
- 1992: Schtonk!
- 1995: Hades
- 1998: Neue Freiheit – Keine Jobs Schönes München: Stillstand
- 1999: Der Bulle von Tölz: Tod aus dem All
- 1999: Pünktchen und Anton
- 2000: Das Phantom (Fernsehfilm)
- 2003: Die lange Bibel-Nacht: Im Anfang (Fernsehfilm, Erzähler)
- 2004: Die eine und die andere (Fernsehfilm)
- 2004: Onkel Wanja (Fernsehfilm)

## Hörspiele
- 1988: Botho Strauß: Bagatellen – Regie: Dieter Dorn (Hörspiel – WDR)
- 1995: Raoul Schrott/Klaus Buhlert: Hotels – Ein akustisches Triptychon (Der Alte) Regie: Klaus Buhlert/Raoul Schrott. BR
- 2003: Marcel Proust: Combray, dreiteiliges Hörspiel (Großvater/Pfarrer) Regie: Ulrich Lampen. BR Hörspiel und Medienkunst
- 2008: Robert Hültner: Irmis Ehre (Furthmüller-Opa) ARD Radio Tatort. Regie: Ulrich Lampen. BR Hörspiel und Medienkunst, Als Podcast/Download im BR Hörspiel Pool.[19]

## Auszeichnungen
- 1989: Fritz-Kortner-Preis
- 1990: Bundesverdienstkreuz 1. Klasse
- 1999: Bayerischer Maximiliansorden für Wissenschaft und Kunst
- 2003: Deutscher Kritikerpreis (Ehrenpreis) zusammen mit Rolf Boysen
- 2003: Goldene Ehrenmünze der Landeshauptstadt München
- 2009: Großes Bundesverdienstkreuz